# Sauveterre-de-Guyenne
Sauveterre-de-Guyenne [sɔvətɛʁ də ɡɥijɛn] (okzitanisch Sauvatèrra de Guiana) ist eine französische Stadt mit 1874 Einwohnern (Stand 1. Januar 2022) im Département Gironde in der Region Nouvelle-Aquitaine. Sie gehört zum Kanton Le Réolais et Les Bastides.

## Lage

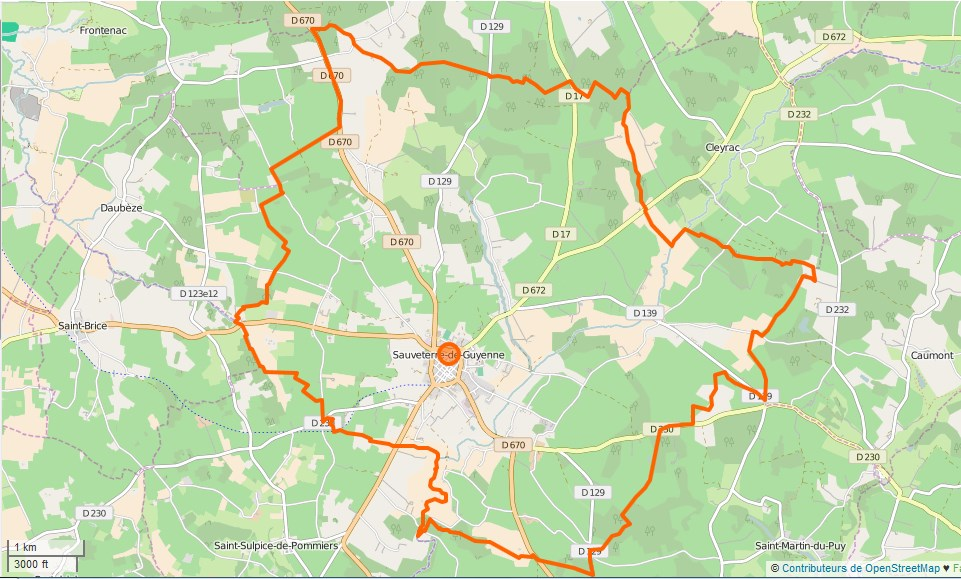
Gemeindegrenzen von Sauveterre-de-Guyenne

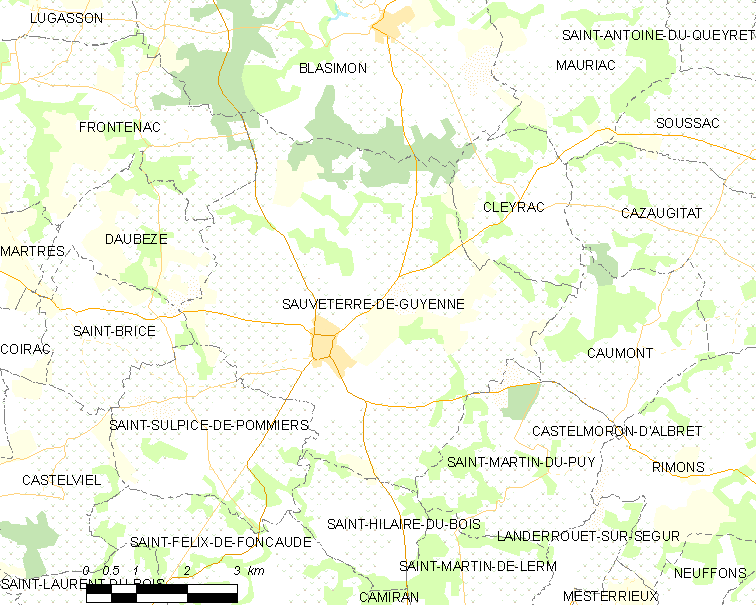
Umgebungskarte

Die Gemeinde liegt in der Landschaft Entre-deux-Mers, 49 km ostsüdöstlich von Bordeaux im Tal des Flusses Vignague.

## Geschichte
Die Bastide, aus der Sauveterre-de-Guyenne hervorging, ist auf das Jahr 1281 datiert.
Die Ortschaft gehörte vom 17. Februar 1800 bis zum 10. September 1926 zum Arrondissement de La Réole, danach zum Arrondissement Langon. 1965 wurden die ehemaligen Gemeinden Le Puch,  Saint-Léger-de-Vignague und Saint-Romain-de-Vignague eingemeindet.

### Bevölkerungsentwicklung

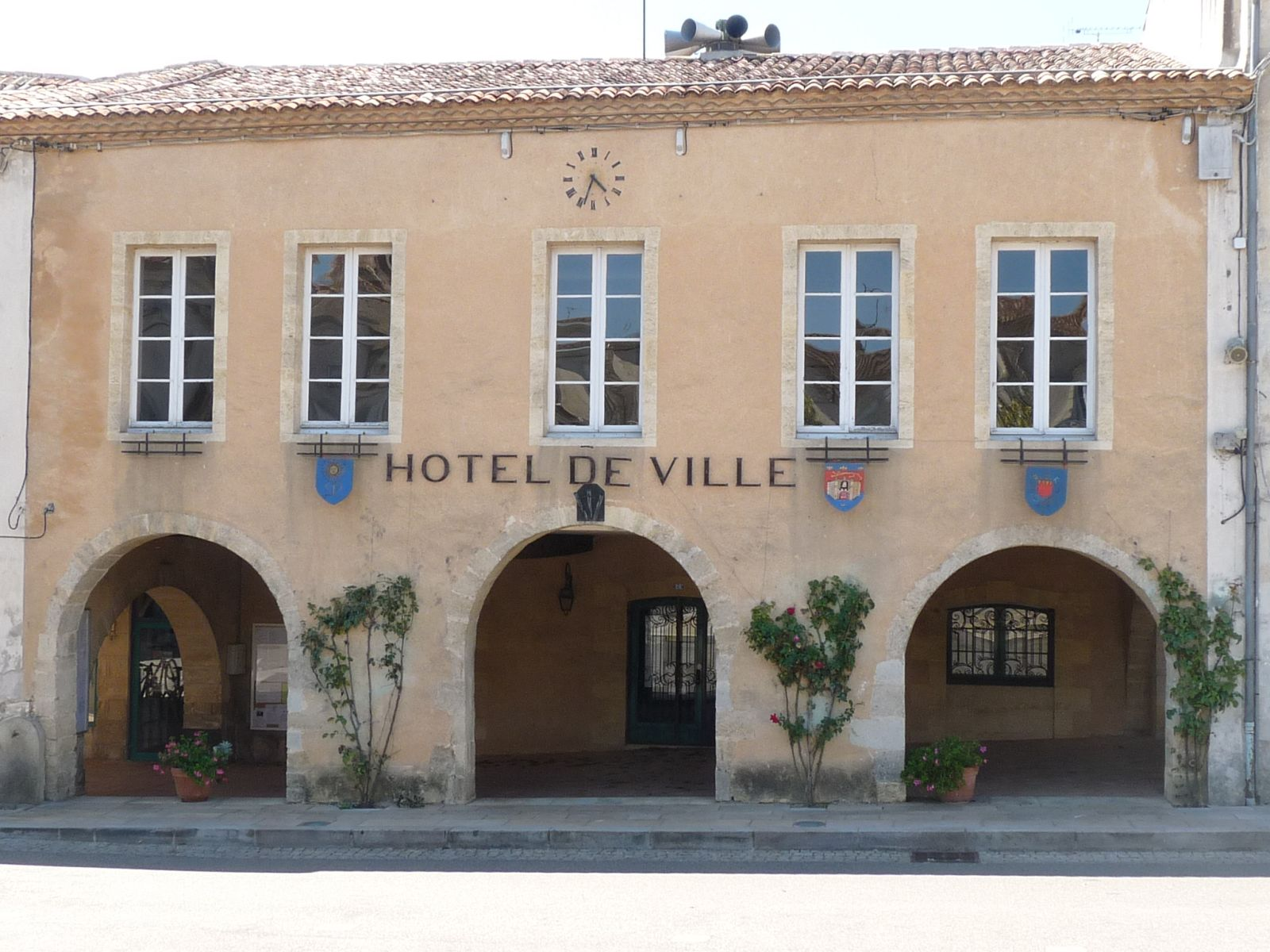
Hôtel de ville (Rathaus)

| 1962 | 1968 | 1975 | 1982 | 1990 | 1999 | 2006 | 2017 |
| ---- | ---- | ---- | ---- | ---- | ---- | ---- | ---- |
| 1676 | 1681 | 1557 | 1644 | 1715 | 1792 | 1754 | 1788 |

## Wirtschaft und Infrastruktur
Sauveterre-de-Guyenne befindet sich an den ehemaligen Nationalstraßen N 670, N 671 und N 672, die 1973 zur Departementsstraßen (D 670, 671 und 672) abgestuft wurden. Nächste Bahnhöfe sind Gironde-sur-Dropt und La Réole an der Bahnstrecke Bordeaux–Sète in 14 bzw. 15 km Entfernung.
Die Stadt liegt im Weinbaugebiet Entre-deux-mers und hat ein eigenes Fremdenverkehrsamt.

## Sehenswürdigkeiten
- Kirche Notre-Dame
- Das alte Stadttor ist als Monument historique klassifiziert.[2]

Siehe auch: Liste der Monuments historiques in Sauveterre-de-Guyenne

## Partnergemeinden
- Sottrum, Niedersachsen, Deutschland (seit 1973)
- Olite, Navarra, Spanien (seit 1988)

## Persönlichkeiten
- Pierre de Paschal (1522–1565), Literat